# Kościół Matki Bożej Nieustającej Pomocy w Szydłowie
Kościół Matki Bożej Nieustającej Pomocy – rzymskokatolicki kościół parafialny należący do parafii pod tym samym wezwaniem (dekanat Wałcz, diecezji koszalińsko-kołobrzeskiej, metropolii szczecińsko-kamieńskiej).

## Architektura
Jest to świątynia poewangelicka wybudowana w 1868 roku, murowana, posiada ceglane elewacje, wzniesiona została na planie prostokąta z trójbocznie zamkniętym prezbiterium, z przodu znajduje się wieża zwieńczona wysokim dachem wieżowym.
Do wyposażenia kościoła pochodzącego z XIX wieku należą m.in. chrzcielnica, dwie pasyjki, feretron.
Architektura świątyni zainspirowana jest popularnymi w XIX stuleciu formami stylów: neogotyckiego i neoromańskiego.